# Emanuel Frinta
Emanuel Frinta (31. října 1896, Nové Hrady u Vysokého Mýta – 3. února 1970 v Praze) byl český malíř, grafik a ilustrátor.

## Život
Vystudoval gymnázium ve Vysokém Mýtě a poté (1917–1923) studoval na Akademii výtvarných umění v Praze u Vratislava Nechleby, Jakuba Obrovského a Maxe Švabinského.
Byl členem Umělecké besedy. V roce 1924 pro názorové neshody spolu s dalšími výtvarníky (Karel Holan, Miloslav Holý, Pravoslav Kotík, Karel Kotrba, Oldřich Kerhart, Marie Schnabelová) z Umělecké besedy odešel.
V roce 1923 absolvoval studijní cestu do Paříže a o rok později do Itálie, během kterých hledal svůj vlastní výtvarný výraz. V letech 1926–1948 spolupracoval s nakladatelstvím Družstevní práce, kde se stal, do Sutnarova příchodu, prvním ředitelem Krásné jizby. Zde se záhy prosadil jako autor moderně pojaté knižní vazby. V Krásné jizbě měl také na počátku roku 1935 výstavu sedmdesáti kreseb ženských aktů z roku 1927, což bylo téma, které jeho tvorbu provázelo celý život.

## Pedagogická činnost
V roce 1936 založil soukromou školu kreslení v paláci Louvre v Praze na Národní třídě.

## Knižní tvorba
Výběr publikací na jejichž knižní a grafické podobě se podílel v nakladatelství Družstevní práce:
- Charles Louis Philippe: Marcipánek, 1926, vazby, obálka a ilustrace
- George Meredith: Rhoda Flemingová, 1927, dva svazky, obálka
- Joseph Delteil: Pět smyslů, 1927, vazba
- Felix Timmermans: Pallieter, 1928, vazba
- Martin Andersen Nexø: Ditta, dcera člověka, 1935, vazba